# Harris Mann
Harris Mann (* 27. April 1938 in London; † 14. August 2023) war ein britischer Automobildesigner.
Mann begann seine Karriere bei dem Omnibushersteller Duple Coachbuilders. Danach ging er kurze Zeit in die USA zu Raymond Loewy. Zurück in England arbeitete er für die Automobilhersteller Commer und Ford.
Dort nahm er an der Entwicklung des Ford Escort und des Ford Capri teil.
Gemeinsam mit seinem Vorgesetzten Roy Haynes wechselte er 1967 von Ford zu der British Motor Corporation. Dort übernahmen beide die Leitung der Designabteilung.
Als die Designabteilung der BMC nach Longbridge verlegt wurde, verließ Haynes die Firma. Mann wurde so Vorsitzender des Designteams von British Leyland. Dort entwickelte er das charakteristische Design des Triumph TR7, welches auch im TR8 verwendet wurde.
Darüber hinaus gestaltete Mann die Karosserie des Austin Allegro. Aus der Teilnahme am Projekt Diablo entstand der Leyland Princess. Seine letzten Arbeiten waren der Austin Metro sowie ein Entwurf für den Austin Maestro. Danach verließ er British Leyland und arbeitete freiberuflich unter anderem für MG Rover.